# William Balikwisha
William Balikwisha (Bruxelles, 12 maggio 1999) è un calciatore belga naturalizzato congolese (Repubblica Democratica del Congo), centrocampista dell'OH Lovanio e della nazionale congolese.

## Carriera

### Club
Cresciuto nel settore giovanile dello Standard Liegi, debutta in prima squadra il 18 agosto 2018, in occasione dell'incontro di Pro League vinto per 3-0 contro il Lokeren. Nella stagione 2019-2020 gioca in prestito prima al Cercle Bruges (nella massima divisione belga) e poi al MVV (nella seconda divisione olandese); a partire dal 2020 rientra alla base, continuando a giocare anche negli anni seguenti allo Standard Liegi.

### Nazionale
Ha giocato nelle nazionali giovanili belghe Under-16 ed Under-17.
Nel 2023 ha esordito nella nazionale maggiore della Repubblica Democratica del Congo.

## Statistiche

### Presenze e reti nei club
Statistiche aggiornate al 23 dicembre 2022.
| Stagione              | Squadra               | Campionato            | Campionato | Campionato | Coppe nazionali | Coppe nazionali | Coppe nazionali | Coppe continentali | Coppe continentali | Coppe continentali | Altre coppe | Altre coppe | Altre coppe | Totale | Totale |
| Stagione              | Squadra               | Comp                  | Pres       | Reti       | Comp            | Pres            | Reti            | Comp               | Pres               | Reti               | Comp        | Pres        | Reti        | Pres   | Reti   |
| --------------------- | --------------------- | --------------------- | ---------- | ---------- | --------------- | --------------- | --------------- | ------------------ | ------------------ | ------------------ | ----------- | ----------- | ----------- | ------ | ------ |
| 2018-2019             | Standard Liegi        | D1                    | 4+1        | 0          | CB              | 1               | 0               | UCL+UEL            | 0                  | 0                  |             | -           | -           | 6      | 0      |
| 2019-gen. 2020        | Cercle Bruges         | D1                    | 3          | 0          | CB              | 1               | 0               |                    | -                  | -                  |             | -           | -           | 4      | 0      |
| gen.-giu. 2020        | MVV                   | 1D                    | 7          | 0          | CO              | -               | -               |                    | -                  | -                  |             | -           | -           | 7      | 0      |
| 2020-2021             | Standard Liegi        | D1                    | 2+1        | 0          | CB              | 0               | 0               | UEL                | 0                  | 0                  |             | -           | -           | 3      | 0      |
| 2021-2022             | Standard Liegi        | D1                    | 0          | 0          | CB              | 1               | 0               |                    | -                  | -                  |             | -           | -           | 1      | 0      |
| 2022-2023             | Standard Liegi        | D1                    | 15         | 2          | CB              | 2               | 1               |                    | -                  | -                  |             | -           | -           | 17     | 3      |
| Totale Standard Liegi | Totale Standard Liegi | Totale Standard Liegi | 21+2       | 2+0        |                 | 4               | 1               |                    | 0                  | 0                  |             | -           | -           | 27     | 3      |
| Totale carriera       | Totale carriera       | Totale carriera       | 33         | 2          |                 | 5               | 1               |                    | 0                  | 0                  |             | -           | -           | 38     | 3      |

### Cronologia presenze e reti in nazionale
| Cronologia completa delle presenze e delle reti in nazionale ― RD del Congo | Cronologia completa delle presenze e delle reti in nazionale ― RD del Congo | Cronologia completa delle presenze e delle reti in nazionale ― RD del Congo | Cronologia completa delle presenze e delle reti in nazionale ― RD del Congo | Cronologia completa delle presenze e delle reti in nazionale ― RD del Congo | Cronologia completa delle presenze e delle reti in nazionale ― RD del Congo | Cronologia completa delle presenze e delle reti in nazionale ― RD del Congo | Cronologia completa delle presenze e delle reti in nazionale ― RD del Congo |
| Data                                                                        | Città                                                                       | In casa                                                                     | Risultato                                                                   | Ospiti                                                                      | Competizione                                                                | Reti                                                                        | Note                                                                        |
| --------------------------------------------------------------------------- | --------------------------------------------------------------------------- | --------------------------------------------------------------------------- | --------------------------------------------------------------------------- | --------------------------------------------------------------------------- | --------------------------------------------------------------------------- | --------------------------------------------------------------------------- | --------------------------------------------------------------------------- |
| 24-3-2023                                                                   | Lubumbashi                                                                  | RD del Congo                                                                | 3 – 1                                                                       | Mauritania                                                                  | Qual. Coppa d'Africa 2023                                                   | -                                                                           | 62’                                                                         |
| 14-6-2023                                                                   | Douala                                                                      | RD del Congo                                                                | 1 – 0                                                                       | Uganda                                                                      | Amichevole                                                                  | -                                                                           | 57’                                                                         |
| 13-10-2023                                                                  | Murcia                                                                      | Nuova Zelanda                                                               | 1 – 1                                                                       | RD del Congo                                                                | Amichevole                                                                  | -                                                                           | 63’                                                                         |
| 17-10-2023                                                                  | Setúbal                                                                     | Angola                                                                      | 0 – 0                                                                       | RD del Congo                                                                | Amichevole                                                                  | -                                                                           |                                                                             |
| 16-11-2024                                                                  | Abidjan                                                                     | Guinea                                                                      | 1 – 0                                                                       | RD del Congo                                                                | Qual. Coppa d'Africa 2025                                                   | -                                                                           | 76’                                                                         |
| 19-11-2024                                                                  | Kinshasa                                                                    | RD del Congo                                                                | 1 – 2                                                                       | Etiopia                                                                     | Qual. Coppa d'Africa 2025                                                   | -                                                                           | 46’                                                                         |
| Totale                                                                      |                                                                             | Presenze                                                                    | 6                                                                           |                                                                             | Reti                                                                        | 0                                                                           |                                                                             |